# Journée du 20 juin 1792

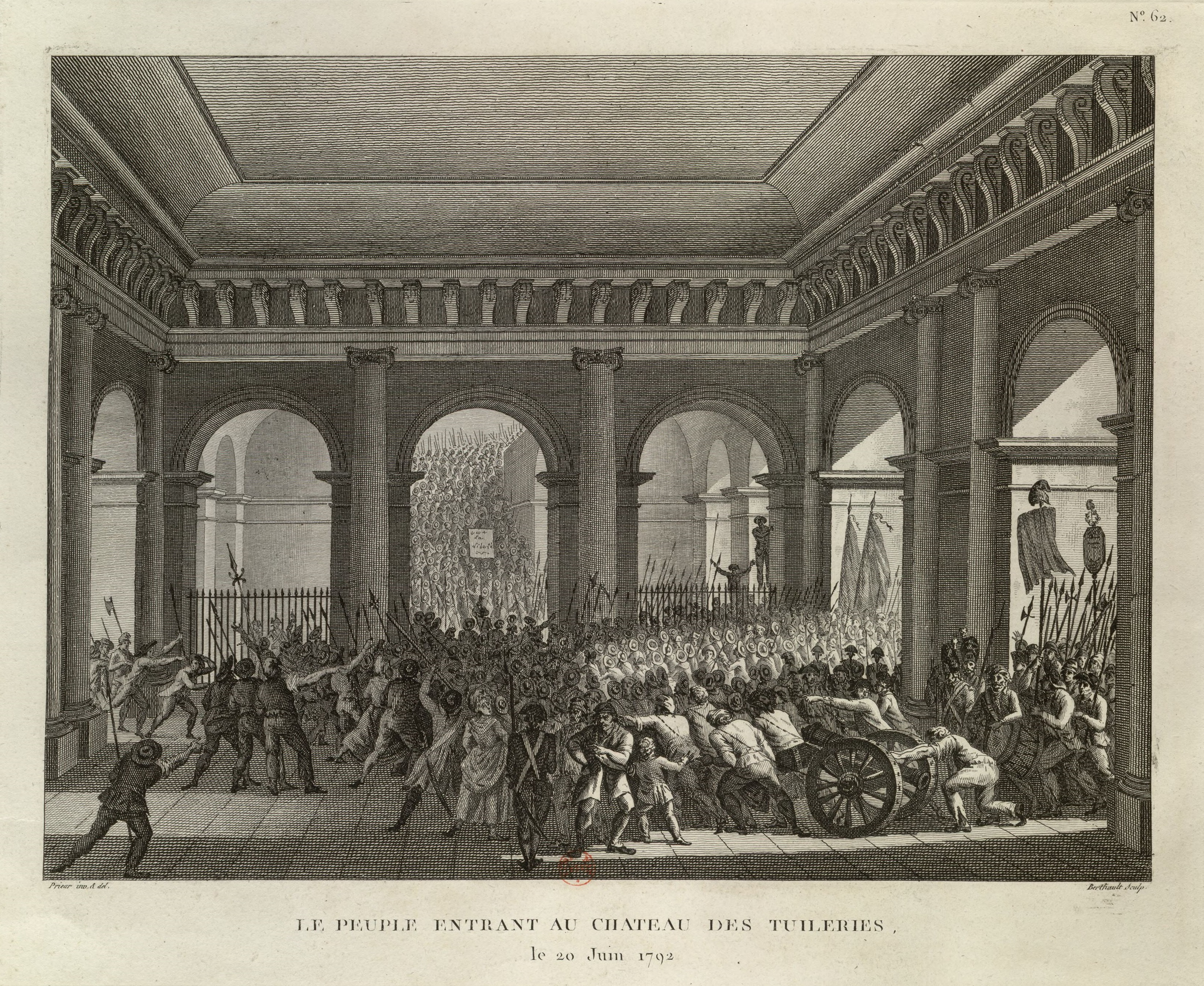
Le peuple entrant au château des Tuileries le 20 juin 1792.
Gravure de Jan Bulthuis, vers 1800, BnF.

La journée du 20 juin 1792 désigne une manifestation populaire organisée à Paris à l'initiative des Girondins le jour anniversaire du serment du Jeu de paume. Lors de cette journée, le peuple parisien envahit le palais des Tuileries.

## Historique
Après la déclaration de guerre au roi de Bohême et de Hongrie et à celui de Prusse, la crainte suscitée par la conduite des généraux, l'inaction de l'armée, le renvoi par Louis XVI, le 13 juin, des ministres girondins Servan, Roland et Clavière, son refus de sanctionner les décrets de la Législative sur les prêtres réfractaires et sur l'appel des fédérés, enfin la formation d'un ministère Feuillants annoncent une épreuve de force.
Le 16 juin, La Fayette écrit à l'Assemblée pour dénoncer l'anarchie entretenue, selon lui, par les Jacobins, jugeant « la constitution française menacée par les factieux de l'intérieur autant que par les ennemis du dehors ». Devant la menace d'un coup de force monarchique ou des feuillants, les Girondins tentent d'utiliser le mouvement populaire, dans les sections, grâce à Pétion, malgré l'avis contraire de Robespierre et des membres les plus actifs du courant démocratique parisien, qui jugent l'entreprise prématurée.

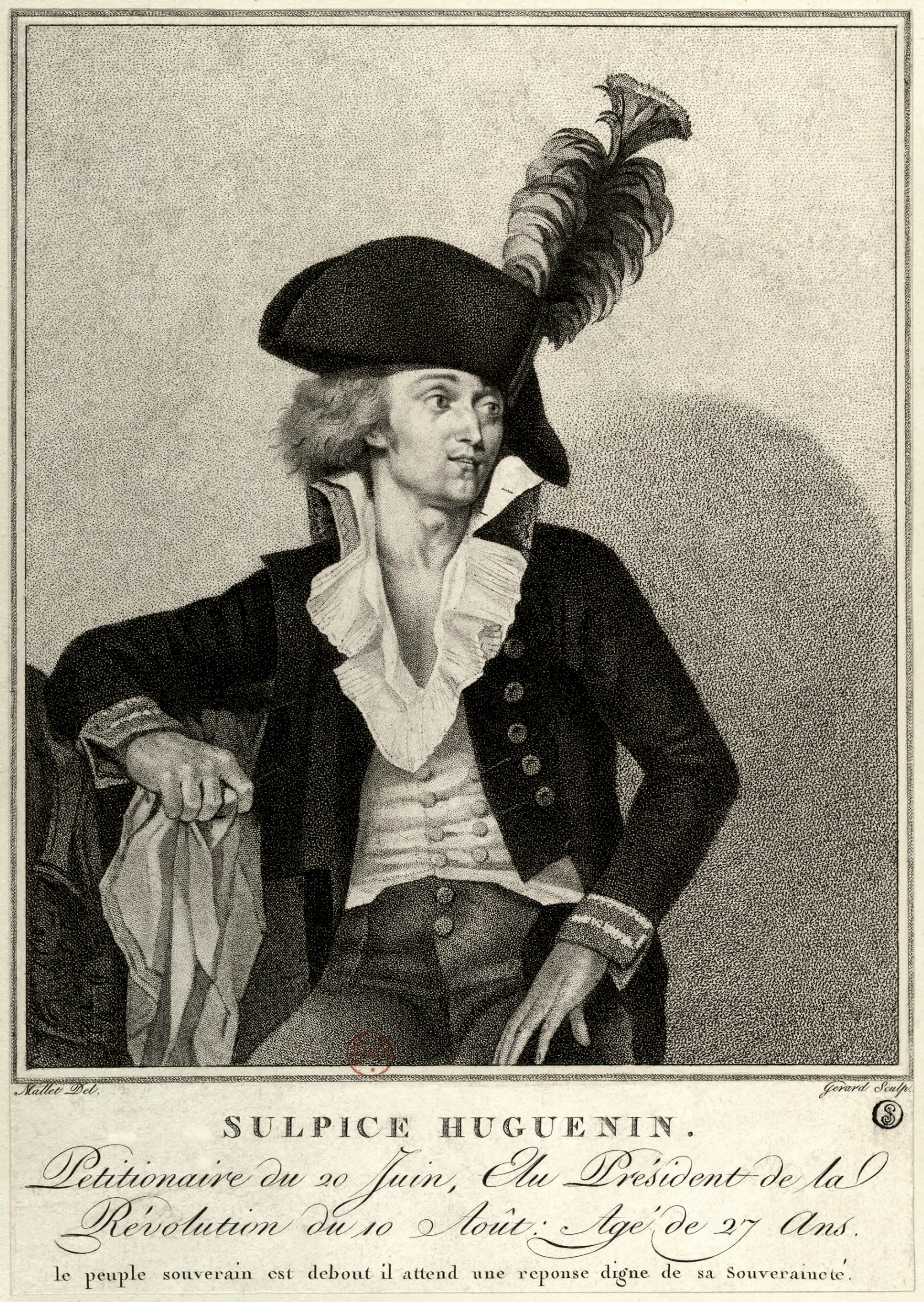
Sulpice Huguenin, pétitionnaire du 20 juin.

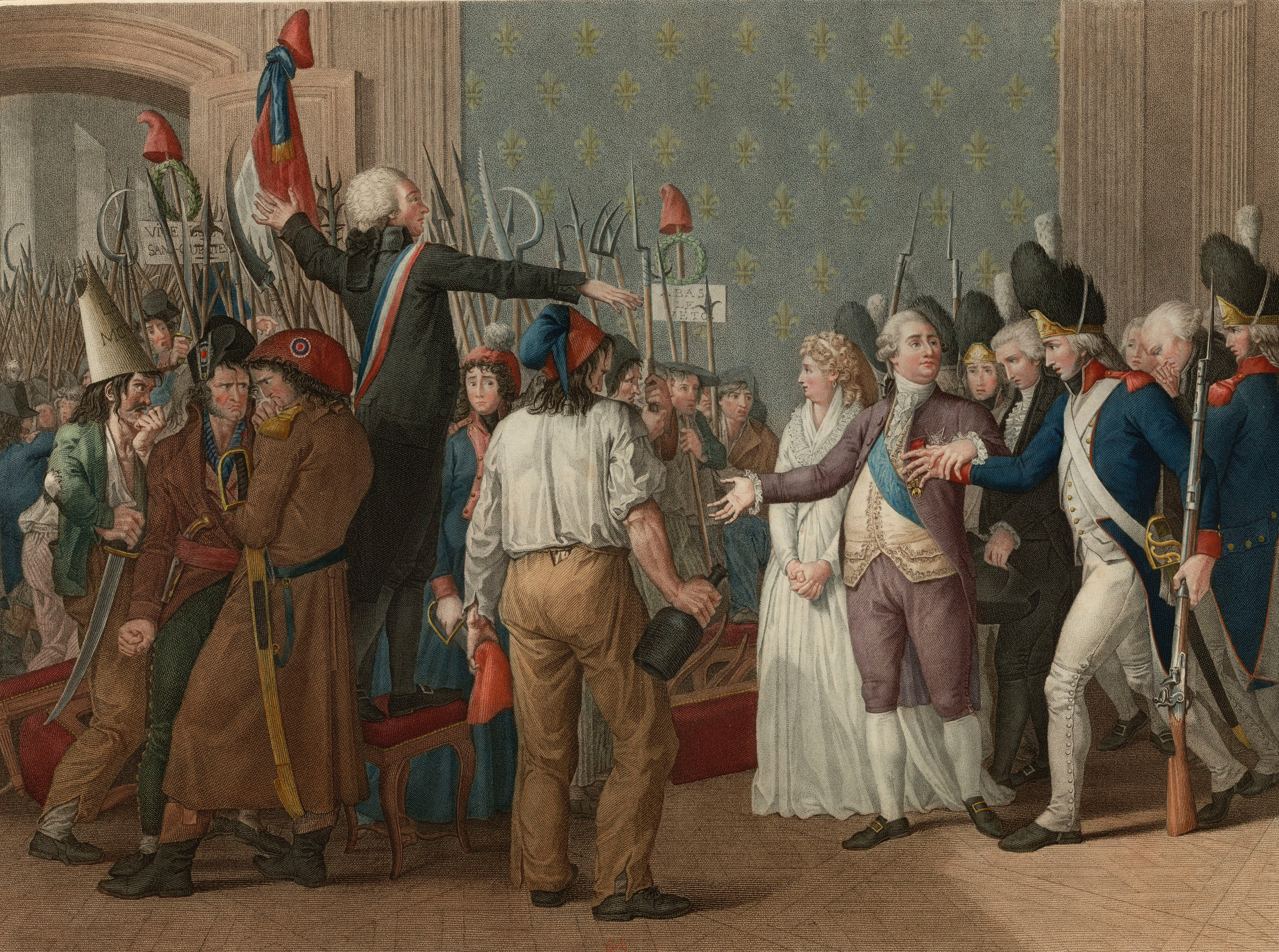
Confrontation entre les insurgés et Louis XVI le 20 juin 1792. Le roi ordonne à un Garde suisse de ne pas intervenir. Estampe en couleur dessinée par Pierre Bouillon et gravée par Jean-Baptiste Vérité en 1796, Paris, BnF.

Afin d'intimider les contre-révolutionnaires et de contraindre le roi à rappeler ses ministres et à retirer son veto, une manifestation est décidée. Le 20 juin 1792, le peuple des faubourgs, encadré par des gardes nationaux et ses représentants, comme le brasseur Santerre (10 à 20 000 manifestants selon Roederer), pénètre dans l'assemblée, où Sulpice Huguenin lit une pétition. Puis, il envahit le palais des Tuileries. « Avec le courage passif qui est le sien », selon Michel Vovelle, le roi subit sans faiblir pendant deux heures le défilé de la foule, accepte de coiffer le bonnet phrygien et boit à la santé de la Nation pour faire passer les paroles de Legendre : « Monsieur, vous êtes un perfide, vous nous avez toujours trompés, vous nous trompez encore », mais refuse de retirer son veto comme de rappeler les ministres girondins, invoquant la loi et la constitution.
Vers dix heures du soir, Pétion et les officiers municipaux font évacuer le château. Même s'il a subi une humiliation, Louis XVI a fait échouer la manifestation, par son obstination imprévue et sa fermeté tranquille. Et, il se tient désormais sur ses gardes. Surtout, elle renforce l'opposition royaliste, le déchaînement de la foule et le courage du roi suscitant un courant d'opinion en sa faveur. Des départements parviennent, à Paris, adresses et pétitions pour dénoncer la manifestation, même si de nombreux clubs envoient des pétitions hostiles au roi. Pétion est suspendu de ses fonctions de maire.

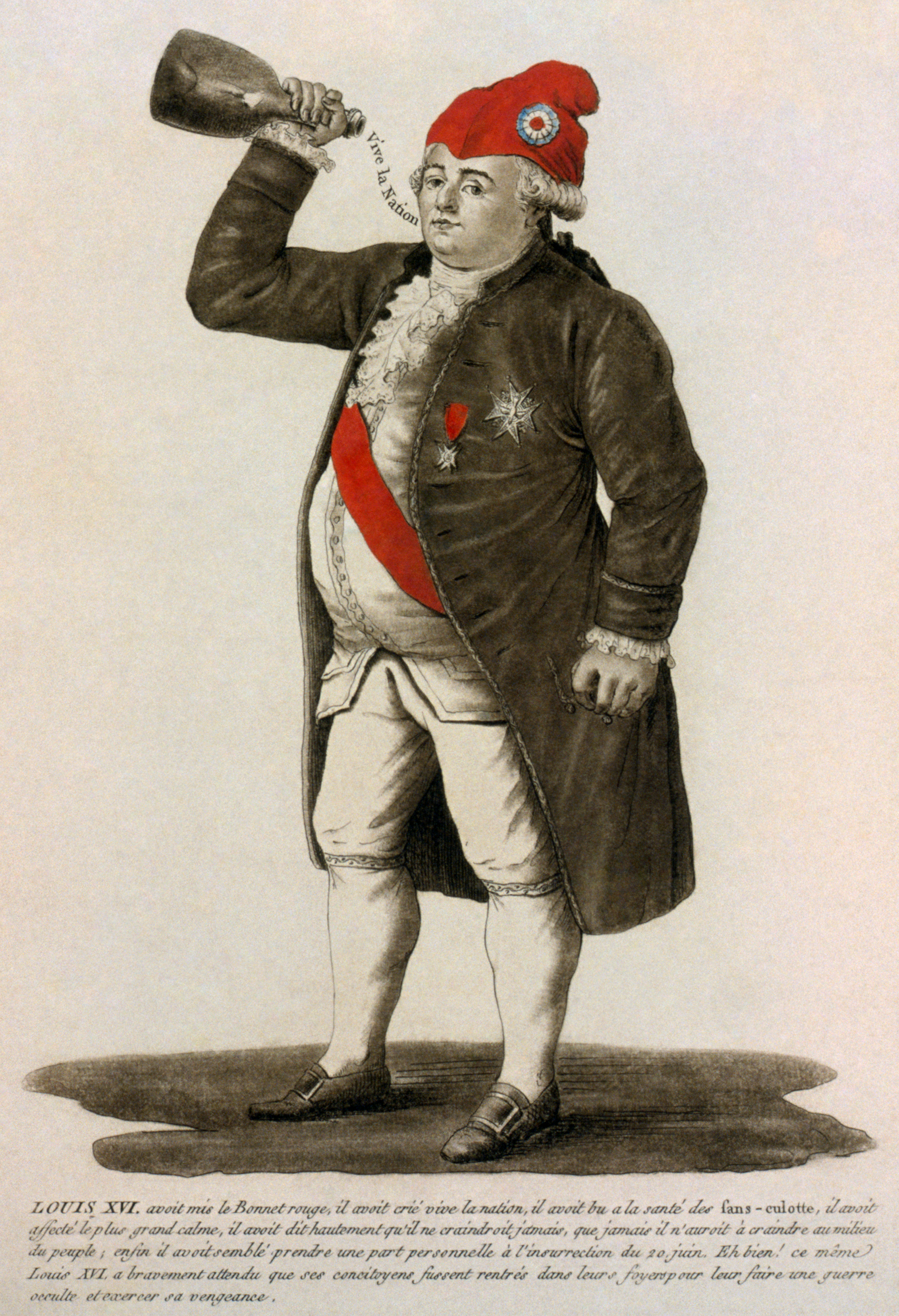
Caricature de Louis XVI coiffé du bonnet phrygien et buvant à la santé de la Nation (auteur anonyme, 1792).

La Fayette quitte alors son armée et se présente à l'Assemblée le 28 juin pour réclamer des mesures contre les Jacobins. Si la gauche ne parvient pas à obtenir un blâme pour son acte d'indiscipline, le général n'obtient le soutien ni de la Cour, qui se méfie de lui, ni de la garde nationale des quartiers bourgeois. Il propose ensuite au roi de se mettre sous sa protection à Compiègne, où il a massé ses troupes, mais celui-ci refuse, espérant mieux.
Du côté des Girondins, plongés dans l'irrésolution par l'échec de la journée, leurs chefs oscillent entre la dénonciation de la trahison royale au début de juillet et la tentation de se rapprocher du monarque. Tandis que les Feuillants sombrent dans le discrédit après avoir refusé de sanctionner La Fayette. Prenant contact avec Louis XVI, qui ne fait rien pour les décourager, ils se mettent alors à dénoncer l'hypothèse d'un mouvement insurrectionnel et de la déchéance du roi, abandonnant ainsi l'appui populaire.
Louis XVI conserve sa détermination à défendre la Constitution en espérant un sursaut de l'opinion en sa faveur. Ceci se manifeste le 14 juillet, troisième fête de la fédération, étant l'objet de manifestations de sympathie. Le manifeste du duc de Brunswick va tout faire basculer, et la tentative de la Commune et des Jacobins de se débarrasser du roi, le 20 juin, va être rejouée le 10 août.